# Marco Gavio Esquila Galicano (cónsul 127)
Marco Gavio Esquila Galicano (en latín, Marcus Gavius Squilla Gallicanus) fue un senador del Imperio Romano con rango patricio, natural de la ciudad noritálica de Verona. Desarrolló su cursus honorum entre finales del siglo I y principios del siglo II.

## Carrera política
Su carrera culminó como consul ordinarius del año 127, bajo el imperio de Adriano.
Su hijo, Marco Gavio Esquila Galicano también fue consul ordinarius en 150, bajo el imperio de Antonino Pío.